# Формула-1 в сезоне 1993

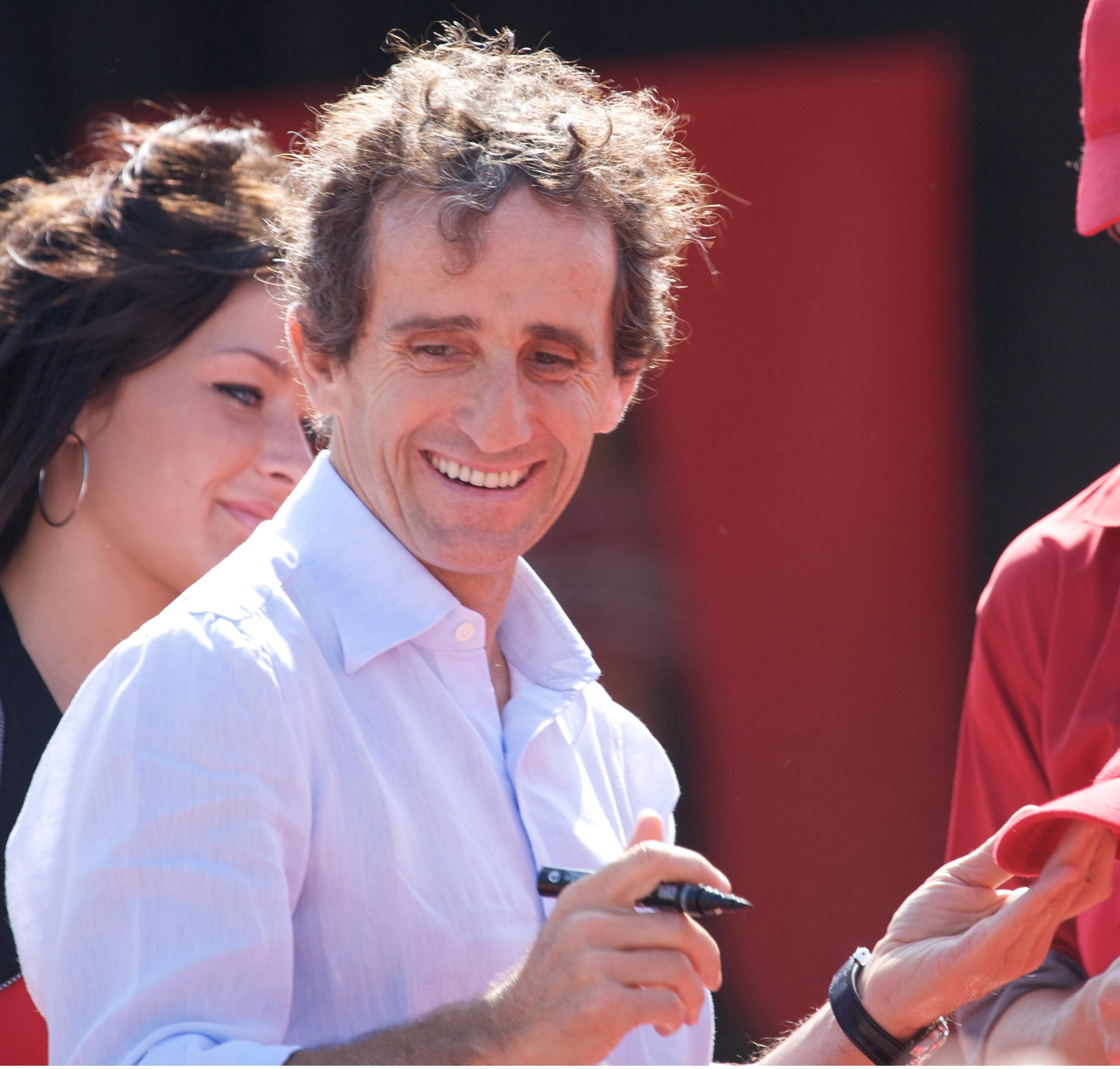
Ален Прост (фотография 2008 года) завоевал свой четвёртый и последний титул с командой Уильямс (команда Формулы-1).

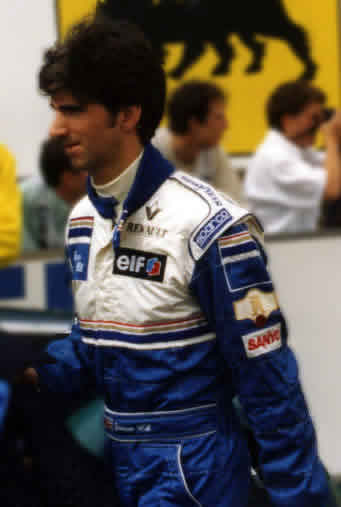
Напарник Проста по команде Деймон Хилл (фотография 1995 года) закончил сезон на третьем месте.

Сезон Формулы-1 1993 года — 44-й сезон чемпионата мира по автогонкам в классе Формула-1. Он начался 14 марта 1993 года и завершился 7 ноября, состоял из 16 этапов.
В 1993 году в календарь чемпионата после девятилетнего отсутствия вернулся Гран-при Европы; гонка прошла на трассе Донингтон Парк. Единственным этапом, покинувшим чемпионат, стал Гран-при Мексики, до этого семь раз проводившийся на Автодроме имени братьев Родригес.

## Перед началом сезона
В 1993 произошли многочисленные изменения в составе команд. Несколько ветеранов Формулы закончили гоночную карьеру или перешли в другие гоночные серии; их место заняли начинающие гонщики.
- Команда Williams представила новый автомобиль с активной подвеской и противобуксовочной системой, и подписала контракт с Аленом Простом, который вернулся в гонки после одного пропущенного года. Несмотря на то, что Найджел Мэнселл был действующим чемпионом мира, с приходом Проста владелец команды Фрэнк Уильямс не мог гарантировать Мэнселлу статус первого номера; в связи с этим Мэнселл решил не оставаться для защиты своего титула и перешёл в американскую серию Индикар. Напарником Проста стал Деймон Хилл, сын Грэма Хилла и тест-пилот Williams в 1992 году (в 1992 Хилл также пилотировал за команду Brabham). В связи с отсутствием действующего чемпиона мира команда Williams не могла использовать номер 1, поэтому машина Хилла имела номер 0, а машина Проста — номер 2.
- В команде McLaren царила полная неуверенность. Из-за ухода из Формулы-1 компании Хонда, поставлявшей McLaren двигатели, и перехода на клиентские моторы Ford Айртон Сенна не слишком горел желанием подписывать полноценный контракт на 1993 год. McLaren подписала Майкла Андретти, успешного гонщика IndyCar и сына чемпиона 1978 года Марио Андретти, и Мику Хаккинена, который весьма уверенно провёл в Лотусе два сезона. В конце концов Сенна согласился пилотировать за McLaren, заключая соглашение на каждую гонку в отдельности; его партнёром до Гран-при Италии стал Андретти. Хаккинен стал тест-пилотом, а после ухода Андретти занял его место.
- Benetton сохранила Михаэля Шумахера, но Мартин Брандл покинул команду после многочисленных ссор и разногласий с руководителем команды Флавио Бриаторе. Его место занял самый опытный гонщик в пелотоне, итальянский ветеран Риккардо Патрезе, который, несмотря на то, что закончил предыдущий сезон вторым после Мэнселла, ушёл из Williams.
- Жан Алези остался в Ferrari, но вторым гонщиком вместо сильно разочаровавших в 1992-м Ивана Капелли и Николы Ларини был взят Герхард Бергер, до того проведший три сезона в McLaren.
- Lotus оставила Джонни Херберта и подписала Алессандро Дзанарди, который заменил Хаккинена. После того, как Дзанарди попал в сильную аварию на Гран-при Бельгии, его заменил португальский новичок Педро Лами.
- Tyrrell оставила Андреа де Чезариса и подписала контракт с японцем Укио Катаямой, который перешёл из Larrousse.
- Пилотами Ligier стали британцы Мартин Брандл и Марк Бланделл; ранее (в 1991-м) они уже были партнёрами по команде Brabham. В первый и последний раз за историю Ligier в ней не было ни одного французского пилота (правда, тест-пилотом был бывший гонщик Larrousse Эрик Бернар).
- Из Footwork Arrows ушёл Микеле Альборето; его заменил британский ветеран Дерек Уорик, вернувшийся после двухлетнего выступления в других сериях. В сезонах 1987—1989 Уорик выступал за Arrows. Японский гонщик Агури Сузуки сохранил место второго гонщика.
- Команда BMS Scuderia Italia перешла с шасси Dallara на Lola, и подписала Микеле Альборето и итальянского новичка Луку Бадоера.
- Из Jordan ушли и Стефано Модена, и Маурисио Гужельмин. В команде дебютировал молодой бразилец Рубенс Баррикелло; вторую же вакансию поочерёдно заполняли пять гонщиков: Иван Капелли, Тьерри Бутсен, Марко Апичелла, тест-пилот Эмануэле Наспетти, и, наконец, Эдди Ирвайн. Команда также перешла с моторов Yamaha V12 на новые Hart V10. Hart вернулись в Формулу-1 впервые с 1986 года.
- Из Larrousse ушли Юкио Катаяма и Бертран Гашо. Были подписаны Филипп Альо (уже пилотировавший за Larrousse в 1987—1989) и Эрик Кома, перешедший из Ligier.
- В Minardi сохранили Кристиана Фиттипальди; вторым гонщиком был подписан Фабрицио Барбацца, которого позже заменил Пьерлуиджи Мартини, который в третий раз вернулся в команду, проведя предыдущий сезон в BMS Scuderia Italia.
- Единственной новой командой в 1993 году стала швейцарская Sauber. Пресса широко освещала оказываемую ей поддержку немецкого автопроизводителя Mercedes-Benz, который финансировал производителя двигателей Ilmor. В дебютном сезоне двигатели, по настоянию Mercedes, носили название Sauber. Гонщиками команды стали финн Юрки Ярвилехто, перешедший из BMS Scuderia Italia, и австриец Карл Вендлингер, который убедительно провёл предыдущий сезон в March.

Итого, на старте сезона в Южной Африке всего семь гонщиков выступали за ту же команду, что и в прошлом году: Сенна, Шумахер, Алези, Херберт, де Чезарис, Сузуки и Фиттипальди.
Всемирная рецессия начала 90-х сказалась и на Формуле-1: из чемпионата ушли Fondmetal, Brabham и Andrea Moda Formula. Дебют команды Bravo F1 не состоялся из-за скоропостижной смерти её владельца Жан-Пьера Монсье. В итоге, на сезон заявилось 14 коллективов, но за два дня до старта тренировочных заездов первой гонки 1993 года, Гран-при ЮАР команда March, так и не найдя средств для участия в чемпионате, объявила о своём закрытии. Таким образом, на старт сезона вышли всего 13 команд. Кроме того, произошли многочисленные смены номеров автомобилей:
- Williams, как описано выше, использовала номера 0 и 2.
- Benetton использовала номера 5 и 6, которые Williams использовала с 1984 года.
- McLaren использовала номера 7 и 8, освободившиеся после ухода Brabham.
- Jordan использовала номера 14 и 15, освободившиеся после ухода Fondmetal.
- Larrousse использовала номера 19 и 20, которые Benetton и её предшественница, команда Toleman, использовали с 1984 года.
- Новая команда Sauber использовала номера 29 и 30, которые ранее с 1987 года использовала Larrousse. Теперь это были самые большие номера.
- Номера 16 и 17, освободившиеся после ухода March, оставались незанятыми до 1995.

### Изменения в правилах
В этом году изменились правила квалификации. Поскольку в пелотоне осталось всего 26 машин, было решено, что, начиная со второго этапа сезона, на старт будут допускаться 24 самых быстрых гонщика. Позже команды единогласно увеличили это число до 25, чтобы в гонке могли участвовать хотя бы по одной машине от каждой команды; в основном это было на руку BMS Scuderia Italia. Кроме того, начиная с Гран-при Бразилии, гонщики могли проехать в каждой из квалификационных сессий не более 12 кругов.
Кроме того, два изменения были направлены на уменьшение скорости в поворотах. Первым было уменьшение колеи, что сделало автомобили чуть у́же, чем в 1992 году; вторым было существенное уменьшение ширины шин (особенно задних) с целью уменьшения сцепления с трассой широких сликов.

## Гонка за гонкой

### Этап 1: Южная Африка
Сезон начался в Кьялами, где Прост занял на стартовой решётке первое место, а Сенна второе. Прост плохо стартовал, и его опередили Сенна и Хилл. Хилла развернуло, и он потерял позицию, а Прост пропустил Шумахера на второе место. К концу первого круга впереди был Сенна, а за ним Шумахер.
На 13-м круге Прост обогнал Шумахера в борьбе за второе место. На 18-м круге Прост попробовал пройти Сенну, но тот отстоял своё место. Однако на 25-м круге Прост обошёл Сенну и стал первым, а Шумахер обогнал Сенну в борьбе за второе место. Вскоре после этого Сенна и Шумахер заехали на пит-стоп, откуда первым выехал Сенна.
На 40-м круге Шумахер попробовал обойти Сенну, но задел его машину и его развернуло, после чего он сошёл. Патрезе был на третьем место, пока на 47-м круге его не развернуло в тот момент, когда Фиттипальди проходил Ярвилехто. Прост выиграл гонку; Сенна пришёл вторым, Бланделл третьим, Фиттипальди четвёртым, а Ярвилехто пятым.
На сегодняшний день это последний Гран-при ЮАР.

### Этап 2: Бразилия
В квалификации Williams заняла первый ряд, Прост впереди Хилла. Сенна квалифицировался третьим, Шумахер четвёртым, а Андретти пятым. На старте Сенна обошёл Хилла, а позади них Андретти столкнулся с Бергером. После этого машина Андретти ударилась о барьер и пролетела прямо над машиной Бергера; никто при этом не пострадал. Однако оба они выбыли из гонки, также как Брандл и Барбацца.
На 4-м круге Патрезе сошёл из-за сломанной подвески. В то время, как Прост увеличивал отрыв, Сенна был под атаками Хилла, которые увенчались успехом на 11-м круге. На 25-м круге Сенна получил штраф «стоп-энд-гоу» за обгон кругового под жёлтым флагом, после чего он вернулся на трассу позади Шумахера. Сильный дождь привёл к многочисленным разворотам; Фиттипальди и Прост сошли. Фиттипальди развернуло на 30-м круге, и когда он возвращался на трассу, в него врезался Прост. После этого на трассе появился пейс-кар; лидировал в этот момент Хилл.
Когда трасса начала подсыхать, гонщики стали переобуваться на слики; машина Шумахера во время этого пит-стопа упала с домкрата. Шумахер вернулся в гонку позади Сенны. Вскоре после этого Сенна обогнал Хилла в борьбе за первое место и стал быстро отъезжать. Шумахер и Алези получили штраф «стоп-энд-гоу» за обгон под жёлтым флагом. Шумахер вернулся на пятой позиции, а Алези на девятой. Шумахер быстро обогнал Бланделла и Херберта, и финишировал третьим. Сенна выиграл свой первый Гран-при в сезоне; Хилл стал вторым.

### Этап 3: Европа
В качестве замены несостоявшегося Гран-при Тихого Океана на японской трассе Autopolis, в чемпионат был включён Европейский этап на трассе Донингтон-Парке в Лестершире, Великобритания. Гонщики Williams второй раз подряд заняли первый ряд стартового поля, и снова Прост был на первом месте. Шумахер занял третье место, Сенна четвёртое, а Вендлингер пятое. Гонка началась в сырых условиях. Шумахер заблокировал Сенну, из-за чего их обоих прошёл Вендлингер, переместившийся на третье место. Однако до конца круга, который до сих пор считается многими экспертами[какими?] лучшим первым кругом в истории Формулы-1, Сенна обогнал четыре автомобиля и возглавил гонку. В третьем повороте он обошёл Шумахера, в повороте Craner Curves — Вендлингера, в Coppice Corner — Хилла, и, наконец, Проста — в Melbourne Hairpin.
Позади Сенны, Шумахер быстро обогнал Вендлингера, но когда то же попробовал проделать Андретти, он врезался прямо в машину Вендлингера, после чего оба сошли. В результате Андретти сошёл из-за столкновения в третьей гонке подряд. Когда трасса начала просыхать, гонщики стали переобуваться в сухую резину. На 14-м круге Ярвилехто, шедший пятым, сошёл из-за проблем с управлением. Бергер поднялся на пятое место, но на 22-м круге также сошёл из-за проблем с подвеской. После того, как снова пошёл дождь, гонщики вновь направились на пит-стоп. Шумахер решил этого не делать, но в результате вскоре разбил машину. Дождь прекратился, и гонщики снова начали переобуваться; во время этого пит-стопа у Сенны произошли проблемы, из-за чего он потерял двадцать секунд; лидерство захватил Прост.
После того, как вновь пошёл дождь, гонщики Williams направились за дождевой резиной, но Сенна решил этого не делать. Это оказалось правильным решением, так как трасса начала быстро подсыхать. Во время смены резины обратно на сухую у Проста возникли проблемы; это отбросило его на четвёртое место, в круге позади лидера. Когда дождь начался в четвёртый раз, Баррикелло заехал на пит-стоп, уступив второе место Хиллу. Баррикелло вскоре сошёл из-за проблем с топливным насосом. Сенна выиграл гонку (опередив пришедшего вторым Хилла более чем на минуту); третьим пришёл Прост.
Несмотря на то, что этап в Донингтоне был удостоен приза за лучший Гран-при сезона, он не принёс организаторам коммерческой выгоды. В результате, от дальнейшего проведения этапа они отказались, и гонка 1993 года так и осталась единственной в истории Донингтона.

### Этап 4: Сан-Марино
В Сан-Марино гонщики Williams вновь заняли первые две позиции, при этом Прост занял четвёртый поул подряд. Шумахер был третьим, Сенна четвёртым, а Вендлингер пятым. На старте Сенна и Хилл обошли Проста. К концу первого круга первым шёл Хилл, за ним Сенна, Прост, Шумахер и Вендлингер.
Хилл начал отрываться, в то время как Прост застрял позади Сенны. На 8-м круге Прост обошёл Сенну и бросился в погоню за Хиллом. Вскоре настало время пит-стопа, на котором Сенна обошёл Проста. На 17-м круге Прост обошёл сразу и Хилла, и Сенну. Сенна также обошёл Хилла. На 21-м круге Хилл сошёл из-за проблем с тормозами. На 33-м круге развернуло шедшего пятым Андретти, после чего он сошёл; десятью кругами спустя Сенна также сошёл из-за проблем с гидравликой. Алези, который после схода Андретти вышел на пятое место, вскоре тоже сошёл из-за проблем со сцеплением.
Шумахер вышел на второе место; позади него держался Вендлингер, но на 49-м круге он сошёл из-за отказа двигателя. Прост выиграл гонку; Шумахер пришёл вторым, Брандл третьим, Ярвилехто четвёртым, а Аллиот пятым.

### Этап 5: Испания
В Испании Прост вновь обошёл в квалификации Хилла, который стал вторым. Сенна был третьим, четвёртым Шумахер, а пятым Патрезе. Хилл очень хорошо стартовал, обогнав Проста. К концу первого круга Хилл был впереди, за ним Прост, Сенна, Шумахер и Патрезе.
К 11-му кругу Хилл и Прост создали большой отрыв. Хилл даже смог оторваться от Проста, в то время как Шумахер начал атаковать Сенну. Шумахер попробовал обогнать Сенну, но вылетел с трека в песчаную ловушку. Он потерял пятнадцать секунд, но остался на прежнем месте. Когда, потеряв позицию, Хилл начал приближаться к Просту, машина Проста начала вести себя странно; на 41-м круге Хилл сошёл из-за отказа двигателя.
На следующем круге из-за отказа топливной системы сошёл Вендлингер. Прост одержал третью победу в сезоне, за ним финишировали Сенна, Шумахер, Патрезе и Андретти. Это единственный Гран-при в истории Формулы-1, в котором Ален Прост, Айртон Сенна и Михаэль Шумахер — три самых успешных гонщика конца XX века — вместе оказались на подиуме.

### Этап 6: Монако
На Гран-при Монако Прост вновь был на поуле, но его партнёр по команде Хилл квалифицировался лишь четвёртым, пропустив вперёд Шумахера и Сенну. К концу первого круга позиции не изменились; за Простом шли Шумахер, Сенна, Хилл и Алези.
Вскоре после этого Прост получил штраф «стоп-энд-гоу» за фальстарт. На 12-м круге он заехал в боксы, но заглох при выезде. К тому моменту, как ему удалось вернуться в гонку, он оказался на 17-м месте в круге от лидера. Шумахер теперь имел комфортное преимущество и начал отрываться, в то время как Алези пропустил вперёд своего напарника Бергера. К 33-му кругу Шумахер сильно замедлился и вскоре сошёл из-за гидравлических проблем. Позади Прост быстро прорывался наверх.
После пит-стопов позиции впереди не изменились, однако Прост оказался уже седьмым. На 54-м круге он поднялся ещё на одно место после схода Патрезе из-за проблем с двигателем. После этого Прост прошёл Фиттипальди и оказался на пятом месте. На 71-м круге Бергер попробовал пройти Хилла, но задел его машину. Хилл быстро вернулся в гонку, а Бергер сошёл. Сенна выиграл третью гонку в сезоне, Хилл занял второе место, Алези третье, Прост четвёртое, а Фиттипальди пятое.

### Этап 7: Канада
В квалификации к Гран-при Канады гонщики Williams снова заняли первый ряд, и снова Прост был впереди. Шумахер и Патрезе из Benetton завоевали третье и четвёртое места, а на пятом и шестом расположились Ferrari Бергера и Алези. Хилл хорошо стартовал и обогнал Проста, а Шумахер и Патрезе стартовали плохо, и их обошли Бергер и Сенна (который квалифицировался восьмым). К концу первого круга впереди был Хилл, за ним Прост, Бергер, Сенна и Шумахер.
На 2-м круге Сенна обошёл Бергера в борьбе за третье место. На 6-м круге Прост обогнал Хилла и вышел в лидеры. Вскоре после этого Шумахер прошёл Бергера, а спустя пять кругов то же самое сделал Патрезе. К 15-му кругу впереди был Прост, за ним Хилл, Сенна, Шумахер и Патрезе.
Во время пит-стопа у Хилл начались проблемы, он замедлился, и его прошли Сенна с Шумахером. Это дало возможность Шумахеру догнать Сенну и начать борьбу за второе место. Сенна, зная о быстром приближении Шумахера, атаковал слишком агрессивно, из-за чего двигатель на его McLaren заглох и ему пришлось сойти. Гонку выиграл Прост (это была его четвёртая победа в сезоне), за ним Шумахер, Хилл, Бергер и Брандл.

### Этап 8: Франция
На Гран-при Франции наблюдался огромный ажиотаж фанатов, которые хотели увидеть, как Прост завоюет восьмую поул-позицию подряд. Однако в этот раз поул завоевал Хилл, оттеснив Проста на второе место. Позади них расположились Брандл и Бланделл на Ligier, а на пятом месте был Сенна. На старте Шумахер прошёл Алези и переместился на шестое место; пять первых позиций остались без изменения.
Болиды Williams стали отрываться от остального пелотона; Брандл также отрывался от Бланделла, который сдерживал Сенну и Шумахера. Однако на 21-м круге Бланделла развернуло из-за атак со стороны Сенны, и он сошёл. В середине гонки во время первой волны пит-стопов Просту удалось обойти Хилла, в то время как Сенна и Шумахер догоняли Брандла.
После второго пит-стопа Прост всё ещё был впереди Хилла, хотя и всего на две десятые секунды, а Сенна и Шумахер обошли Брандла. Вскоре после этого Шумахер в трафике обогнал Сенну и начал отрываться. Прост выиграл гонку; за ним финишировали Хилл, Шумахер, Сенна и Брандл.
На этот это момент (ровно посередине сезона) Прост лидировал в чемпионате с 57 очками. Сенна был вторым с 45 очками. На третьем месте был Хилл с 28 очками. Шумахер занимал четвёртое место с 24 очками, а Брандл пятое с 9 очками. В чемпионате конструкторов Williams с 85 очками уверено лидировала; McLaren шла на втором месте с 48 очками. Benetton была третьей с 29 очками, а Ligier четвёртой с 15 очками.

### Этап 9: Великобритания
Поскольку Найджел Мэнселл ушёл из Формулы-1, британцы теперь болели за Деймона Хилла, учитывая его удачное начало сезона. Гонщики Williams, как обычно, заняли первый ряд стартового поля, Прост впереди Хилла. Ещё один англичанин Мартин Брандл был шестым позади Патрезе, Шумахер четвёртым, а Сенна третьим. На старте Хиллу удалось пройти Проста, а Сенне Шумахера. В конце первого круга трибуны с энтузиазмом приветствовали идущего первым Хилла, за которым шли Сенна, Прост, Шумахер и Патрезе.
Пока Хилл продолжал отрываться, Прост и Шумахер никак не могли пройти Сенну. Просту это наконец удалось на 9-м круге, но к этому моменту Хилл оторвался уже на пять секунд. На 13-м круге Шумахер обогнал Сенну и начал быстро от него отрываться. К середине гонки Просту удалось сократить разрыв с Хиллом до трёх секунд. Вскоре после этого Бадоер разбил свой автомобиль, что привело к появлению пейс-кара. Спустя два круга после ухода пейс-кара двигатель на машине Хилла сгорел. Также на 54-м круге сгорел двигатель на машине Брандла.
На последнем круге у Сенны кончилось топливо. Прост одержал шестую победу в сезоне. За ним финишировали Шумахер, Патрезе, Джонни Херберт; Сенна был классифицирован пятым.

### Этап 10: Германия
Начиная с Гран-при Германии, стартовое поле вновь было увеличено до 26 машин. На Хоккенхайме автомобили Williams вновь заняли первый ряд; как обычно, на поуле был Прост. Шумахер занял третью позицию, за ним Сенна и Бланделл. Прост стартовал неудачно, и Хилл легко его прошёл. Сенна тоже стартовал неудачно, его развернуло, и он откатился в конец пелотона. Однако он почти сразу же отвоевал одно место назад, когда Брандла тоже развернуло. К концу первого круга впереди шёл Хилл, за ним Шумахер, Прост, Бланделл и Патрезе.
После плохого старта Прост взял высокий темп и на 6-м круге прошёл Шумахера. К 9-му он почти догнал Хилла. Однако в этот момент позади него Бергер попробовал обойти Сузуки; они столкнулись, и Сузуки развернуло. Маршалы стали размахивать жёлтыми флагами, и Хилл немного сбавил скорость. Прост воспользовался этой возможностью обошёл Хилла. Вскоре после этого он был наказан штрафом «стоп-энд-гоу» за обгон под жёлтыми флагами, откатился на пятое место, после чего в него сзади врезался Benetton Патрезе. Тем временем Сенна успешно прорывался сквозь пелотон после своего разворота на старте.
В отличие от остальных, Сенна и оба гонщика Williams не стали останавливаться на пит-стоп; в результате Хилл оказался в пятнадцати секундах впереди Проста. Сенна вышел на седьмое место; вскоре он обошёл Бергера и стал шестым, а три круга спустя обогнал Патрезе в борьбе за пятое место. На предпоследнем круге Прост шёл в семи секундах позади Хилла, когда у того произошёл прокол левого заднего колеса. Хилла развернуло, и он выбыл из гонки. Прост выиграл седьмую и последнюю гонку в этом сезоне. Шумахер финишировал вторым; за ним Бланделл, Сенна и Патрезе.

### Этап 11: Венгрия
Прост снова занял поул, обойдя Хилла. Шумахер был третьим, за ним Сенна и Патрезе. На прогревочном круге Прост заглох, из-за чего ему пришлось стартовать с самого конца. Шумахер стартовал плохо, и его быстро прошли Сенна, Бергер и Патрезе. К концу первого круга лидировал Хилл, за которым шли Сенна, Бергер, Патрезе и Шумахер.
На 4-м круге Шумахер попробовал атаковать Патрезе, но его развернуло, и он откатился на десятое место. Оба гонщика McLaren испытывали проблемы с дросселем, и, когда на 16-м круге Андретти замедлился перед Шумахером, того снова развернуло и отбросило на 14-ю позицию, позади прорывающегося наверх Проста. На 18-м круге Сенна был вынужден сойти из-за проблем с дросселем. Когда остальные направились на пит-стоп, Шумахер и два гонщика Williams остались на трассе, уменьшив тем самым разрыв между Хиллом, Простом и Шумахером. К концу этого круга лидировал Хилл, за ним шли Патрезе, Прост, Шумахер и Бергер.
Вскоре после этого у Проста начались проблемы с задним крылом, из-за чего ему пришлось заехать на пит-стоп и вернуться в гонку с отставанием в семь кругов. На 23-м круге Алези развернуло, и он сошёл, а Патрезе пропустил Шумахера на второе место. Однако тремя кругами позже Шумахеру пришлось сойти из-за проблем с топливным насосом. Бергер, шедший на третьем месте, после пит-стопа вернулся пятым, но быстро обогнал Брандла и Уорика, вернув тем самым себе третье место. Хилл одержал свою первую победу в Формуле-1. Патрезе финишировал вторым, за ним Бергер, Уорика и Брандл.

### Этап 12: Бельгия
Как обычно, гонщики Williams завоевали первые два места на стартовой решётке, Прост впереди Хилла. Шумахер квалифицировался третьим, Алези четвёртым, Сенна пятым. Шумахер снова неудачно стартовал, и его прошли Алези и Сенна. К концу первого круга впереди был Прост, за ним Хилл, Сенна, Алези и Шумахер.
На 4-м круге Алези сошёл из-за проблем с подвеской, в результате Шумахер переместился на четвёртое место. Он догнал Сенну и на 10-м круге обошёл его, выехав при этом на траву. Первая волна пит-стопов не изменила расстановку впереди: Прост по-прежнему лидировал, за ним шли Хилл, Шумахер, Сенна и Сузуки. На 15-м круге у Сузуки сломалась коробка передач, и он сошёл. Во время второго пит-стопа у Проста случилась проблема, из-за чего Сенна и Шумахер оказались впереди него.
На 41-м круге в погоней за Шумахером Прост установил новый рекорд круга, но, поскольку Шумахер был всего на одну десятую медленнее, Прост перестал его преследовать. Хилл победил, принеся тем самым Williams победу в Кубке конструкторов; за ним пришли Шумахер, Прост, Сенна и Херберт.
После Гран-при Бельгии позади осталось три четверти сезона 1993 года. Прост лидировал с 81 очком. Сенна был второй с 54 очками, Хилл третий с 48 очками, Шумахер четвёртый с 42 очками, а Патрезе пятый с 18 очками. После этой гонки команда Williams выиграла Кубок конструкторов с 129 очками; на втором месте была Benetton с 60 очками, на третьем McLaren с 56 очками.

### Этап 13: Италия
Традиционно гонщики Williams заняли первые места, Прост опять впереди Хилла. Алези квалифицировался третьим, Сенна четвёртым, а Шумахер пятым. На старте Алези удалось обойти Хилла, но когда Сенна попробовал проделать то же самое, произошёл контакт, отбросивший Сенну на девятое место, а Хилла на десятое. На середине круга Шумахер отобрал вторую позицию у Алези. В конце первого круга впереди шёл Прост, за ним Шумахер, Алези, Бергер и Херберт.
В конце 8-го круга Прост был впереди своих основных соперников по чемпионату, Сенны и Хилла, которые оба шли вне очков. Сенна попытался атаковать Брандла в борьбе за шестое место, но столкнулся с ним, и оба сошли. В результате Хилл поднялся на два места и теперь шёл шестым. Ещё два места он получил после разворота Херберта на 15-м круге и после схода Бергер из-за проблем с подвеской кругом позже. На 18-м круге он легко прошёл Алези, а на 22-м сгорел мотор на машине Шумахера. Теперь Хилл был на второй позиции, в пяти секундах позади Проста. Однако Прост увеличил темп, и Хилл не мог его догнать.
На 49-м круге разрыв уменьшился до двух секунд, но в этот момент отказал двигатель на машине Проста. Хилл выиграл третью гонку в сезоне и в своей карьере в Формуле-1. Алези закончил гонку вторым, Андретти третьим, Вендлингер четвёртым, а Патрезе пятым.

### Этап 14: Португалия
Этап в Эшториле начался с двух важных новостей. Ален Прост объявил о том, что после всего одного сезона возвращения он окончательно покинет Формулу-1 в конце 1993 года. Кроме того, в McLaren были крайне недовольны выступлениями Майкла Андретти (несмотря на его подиум в Италии), и в Португалии было объявлено о его отчислении из команды. Его место занял тест-пилот команды Мика Хаккинен, который в результате провёл в команде девять лет до своего ухода в 2001 году.
Машины Williams вновь были классифицированы впереди; правда, на этот раз Хилл был впереди Проста. В своей первой гонке за McLaren Хаккинен квалифицировался третьим, впереди Сенны и Алези. Машина Хилла заглохла на прогревочном круге, и ему пришлось стартовать с последнего места. На старте Проста обошли Алези и оба гонщика McLaren; Алези был впереди Сенны, а Сенна впереди Хаккинена. К концу первого круга Алези лидировал; за ним шли Сенна, Хаккинен, Прост и Шумахер.
Гонщики в первой пятёрке держались рядом друг с другом; однако, в отличие от McLaren и Ferrari, оба гонщика Williams и Шумахер были на стратегии одного пит-стопа. На 20-м круге, когда Алези, Хаккинен и Шумахер были на пит-стопе, сгорел двигатель у Сенны. Во время пит-стопа Алези проиграл позиции Хаккинену и Шумахеру. В результате лидировал Прост, а за ним шли Бланделл, Хилл, Хаккинен, и Шумахер. На 25-м круге Шумахер прошёл Хаккинена и начал отрываться. Прост остановился на 29-м круге, но после этого Шумахер оказался впереди него. После остановки Хилла Шумахер стал лидером; следом за ним шли Прост, Хаккинен, Хилл и Алези.
На 33-м круге Хаккинен на последнем повороте врезался в стену, а на 36-м из-за проблем с подвеской сошёл Бергер. Шедший на шестой позиции Бланделл из-за аварии выбыл из гонки на 52-м круге, в то время как Прост начал приближаться к Шумахеру. Однако Просту для победы в чемпионате было достаточно второго места, и он решил не рисковать. Патрезе шёл на пятом месте, но на 64-м круге также попал в аварию и выбыл. У Шумахера тоже возникли проблемы, но он смог продолжить гонку и удержать первое место. Шумахер выиграл свой второй Гран-при (после Гран-при Бельгии годом раньше). Прост финишировал вторым, что принесло чемпионский титул. Хилл финишировал третьим, Алези четвёртым, а Вендлингер пятым.
За две гонки до конца сезона, на Гран-при Португалии Прост стал чемпионом Формулы-1 1993 года (это был его четвёртый чемпионский титул). Однако за второе место в чемпионате всё ещё шла борьба между Хиллом, Сенной и Шумахером. Хилл был вторым с 62 очками, Сенна третьим с 53 очками, Шумахер четвёртым с 52 очками, а Патрезе пятым с 20 очками. Команда Williams уже выиграла Кубок конструкторов, но и тут за второе место шла борьба между Benetton (72 очка) и McLaren (60 очков). Ferrari шла на четвёртом месте с 23 очками.

### Этап 15: Япония
Поул в Японии завоевал Прост, Сенна был вторым, Хаккинен третьим, Шумахер четвёртым, а Бергер пятым. К своему разочарования, Хилл занял лишь шестое место. На старте Сенне удалось пройти Проста, а Бергеру Шумахера. Эдди Ирвайн (уже пятый гонщик, пилотировавший второй Jordan в этом году) смог пройти сначала Хилла, а потом Шумахера. Хилл сначала обогнал Шумахера, но тот быстро вернул себе позицию. В конце первого круга первым шёл Сенна, за ним Прост, Хаккинен, Бергер и Ирвайн. На втором круге Шумахер прошёл Ирвайна, а двумя кругами спустя то же самое сделал Хилл.
Теперь Шумахер и Хилл догоняли Бергера. В конце 9-го круга все три машины вышли из последнего поворота вплотную друг к другу, и на главной прямой Хилл прошёл Шумахера. На 11-м круге Хилл атаковал Бергера на входе в поворот. Бергер занял внутренний радиус, а Хилл попробовал обогнать его снаружи, но манёвр не прошёл. Шумахер, который шёл по внутренней траектории, не смог вовремя затормозить и ударил машину Хилла в заднее правое колесо. При этом он повредил свою подвеску спереди слева и вынужден был сойти. Машина Хилла не пострадала, и на следующем круге, когда Бергер отправился на пит-стоп, он поднялся на одну позицию.
Впереди в лидеры вышел Прост, когда Сенна отправился на пит-стоп. Вскоре после этого начался дождь, что было очень сильно на руку Просту и всем остальным, кто ещё не был на пит-стопе, поскольку теперь они могли сделать на один пит-стоп меньше. Несмотря на влажную трассу, Сенна начал догонять Проста, и на 21-м круге обогнал его возле Spoon Curve. В конце этого круга Сенна был впереди более чем на две секунды; оба отправились на пит-стоп за дождевой резиной. Сенна начал быстро отрываться, и к 27-му кругу опережал Проста более чем на тридцать секунд. В этот момент в первом повороте Прост вылетел с трассы, но смог вернуться назад, уже в круге позади Сенны. Пока Сенна пытался пройти Хилла на круг, его самого прошёл Ирвайн, который отставал на круг; он догонял Хилла в борьбе за четвёртое место. Ирвайн, который всё ещё был на дождевой резине, попробовал атаковать Хилла в первом повороте, но манёвр не прошёл; оба они при этом сдерживали Сенну. Обгоняя эту пару, Сенна потерял около пятнадцати секунд. В конце 42-го круга Сенна и Прост отправились на пит-стоп за сликами, после чего Сенна вновь оказался впереди с преимуществом в 24 секунды.
Позади них, во время смены резины на дождевую, Баррикелло прошёл Ирвайна. На 41-м круге отказал двигатель на машине Бергера; при этом Бергер врезался в шедшего шестым Уорика, и оба сошли. Ирвайн смог набрать очки в своей первой же гонке. Его дебют был слегка омрачён скандалом после гонки, когда они поругались с Сенной, и тот ударил Ирвайна. Сенна выиграл гонку; вторым финишировал Прост, третьим Хаккинен, завоевавший свой первый подиум, четвёртым Хилл, пятым Баррикелло и шестым Ирвайн.

### Этап 16: Австралия
Последняя гонка 1993 года прошла в Аделаиде, Южная Австралия. Если бы кто-то из гонщиков Williams занял поул в этой гонке, то команде принадлежали бы все поулы сезона; однако в Аделаиде первым на стартовом поле был Сенна. Прост занял второе место, Хилл третье, Шумахер четвёртое, а Хаккинен пятое. После старта первая четвёрка сохранила позиции, а Хаккинена обогнал Бергер.
В то время как Сенна начал немного отрываться, два гонщика Williams и Шумахер держались рядом. На 8-м круге Шумахер прошёл Хилла и стал приближаться к Просту. На 15-м круге ему пришлось заехать на пит-стоп, и он вернулся четвёртым. Однако пять кругов спустя его двигатель отказал, и Шумахер выбыл из гонки. Во время первой волны пит-стопов Алези и Брандл прошли Хаккинена. Через девять кругов после схода Шумахера Хаккинен также сошёл из-за отказа двигателя.
После второй волны пит-стопов Сенна остался на первом месте с десятисекундным отрывом, в то время как Алези смог пройти Бергера, а Патрезе прошёл Брандла. На 61-м круге Хилл попробовал атаковать Проста в борьбе за второе место. Однако Прост заблокировал его; Хилл резко затормозил, и его развернуло. Он потерял время, но остался на третьем месте. Патрезе мог финишировать шестым в своей 256-й гонке, но на последнем круге у него упало давление топлива. Сенна выиграл последнюю гонку сезона (эта победа оказалась также последней в его карьере), а Прост финишировал вторым в своей последней гонке в Формуле-1. Хилл был третьим, Алези четвёртым, а Бергер пятым.
Прост закончил своё годичное возвращение в Формулу-1 завоеванием звания чемпиона мира; на его счету было 99 очков. Его соперник, Сенна, закончил сезон вторым с 73 очками. Третьим стал Хилл с 69 очками. Четвёртым стал Шумахер с 52 очками. Пятое место завоевал Патрезе, заработавший 20 очков. Команда Williams доминировала в Кубке конструкторов, завоевав 168 очков. Это было вдвое больше, чем у занявшей второе место McLaren.

## Состав участников
Все команды по ходу сезона использовали шины, поставляемые G
Goodyear.
| Фото           | Команда                     | Конструктор | Шасси      | Двигатель                         | Гонщики            | Гонщики              | Тестеры                                                                         |
| Фото           | Команда                     | Конструктор | Шасси      | Двигатель                         | №                  | Имя                  | Тестеры                                                                         |
| -------------- | --------------------------- | ----------- | ---------- | --------------------------------- | ------------------ | -------------------- | ------------------------------------------------------------------------------- |
|                | Canon Williams Team         | Williams    | FW15C      | Renault RS5 3,5 V10               | 0                  | Деймон Хилл          | Кенни Брак Дэвид Култхард                                                       |
| 2              | Canon Williams Team         | Williams    | FW15C      | Renault RS5 3,5 V10               | Ален Прост         |                      | Кенни Брак Дэвид Култхард                                                       |
|                | Tyrrell Racing Organisation | Tyrrell     | 020C 021   | Yamaha OX10A 3,5 V10              | 3                  | Укио Катаяма         | —                                                                               |
| 4              | Tyrrell Racing Organisation | Tyrrell     | 020C 021   | Yamaha OX10A 3,5 V10              | Андреа де Чезарис  |                      | —                                                                               |
|                | Camel Benetton Ford         | Benetton    | B193 B193B | Ford HBA7 3,5 V8 Ford HBA8 3,5 V8 | 5                  | Михаэль Шумахер      | Поль Бельмондо Перри Маккарти Алан Макниш Андреа Монтермини Алессандро Дзанарди |
| 6              | Camel Benetton Ford         | Benetton    | B193 B193B | Ford HBA7 3,5 V8 Ford HBA8 3,5 V8 | Риккардо Патрезе   |                      | Поль Бельмондо Перри Маккарти Алан Макниш Андреа Монтермини Алессандро Дзанарди |
|                | Marlboro McLaren            | McLaren     | MP4/8      | Ford HBE7 3,5 V8                  | 7                  | Майкл Андретти       | Укио Катаяма                                                                    |
| Мика Хаккинен  | Marlboro McLaren            | McLaren     | MP4/8      | Ford HBE7 3,5 V8                  | 7                  |                      | Укио Катаяма                                                                    |
| 8              | Marlboro McLaren            | McLaren     | MP4/8      | Ford HBE7 3,5 V8                  | Айртон Сенна       |                      | Укио Катаяма                                                                    |
|                | Footwork Mugen Honda        | Footwork    | FA13B FA14 | Mugen-Honda MF-351 HB 3,5 V10     | 9                  | Дерек Уорик          | Укио Катаяма Дэвид Брэбем                                                       |
| 10             | Footwork Mugen Honda        | Footwork    | FA13B FA14 | Mugen-Honda MF-351 HB 3,5 V10     | Агури Судзуки      |                      | Укио Катаяма Дэвид Брэбем                                                       |
|                | Team Lotus                  | Lotus       | 107B       | Ford HBD6 3,5 V8                  | 11                 | Алессандро Дзанарди  | —                                                                               |
| Педро Лами     | Team Lotus                  | Lotus       | 107B       | Ford HBD6 3,5 V8                  | 11                 |                      | —                                                                               |
| 12             | Team Lotus                  | Lotus       | 107B       | Ford HBD6 3,5 V8                  | Джонни Херберт     |                      | —                                                                               |
|                | Sasol Jordan                | Jordan      | 193        | Hart 1035 3,5 V10                 | 14                 | Рубенс Баррикелло    | Эмануэле Наспетти                                                               |
| 15             | Sasol Jordan                | Jordan      | 193        | Hart 1035 3,5 V10                 | Иван Капелли       |                      | Эмануэле Наспетти                                                               |
| 15             | Sasol Jordan                | Jordan      | 193        | Hart 1035 3,5 V10                 | Тьерри Бутсен      |                      | Эмануэле Наспетти                                                               |
| 15             | Sasol Jordan                | Jordan      | 193        | Hart 1035 3,5 V10                 | Марко Апичелла     |                      | Эмануэле Наспетти                                                               |
| 15             | Sasol Jordan                | Jordan      | 193        | Hart 1035 3,5 V10                 | Эмануэле Наспетти  |                      | Эмануэле Наспетти                                                               |
| 15             | Sasol Jordan                | Jordan      | 193        | Hart 1035 3,5 V10                 | Эдди Ирвайн        |                      | Эмануэле Наспетти                                                               |
|                | March F1*                   | March       | CG911B     | Ilmor 2175A 3,5 V10               | 16                 | Ян Ламмерс           | —                                                                               |
| 17             | March F1*                   | March       | CG911B     | Ilmor 2175A 3,5 V10               | Жан-Марк Гунон     |                      | —                                                                               |
|                | Larrousse F1                | Larrousse   | LH93       | Lamborghini 3512 3,5 V12          | 19                 | Филипп Альо          | —                                                                               |
| Тосио Судзуки  | Larrousse F1                | Larrousse   | LH93       | Lamborghini 3512 3,5 V12          | 19                 |                      | —                                                                               |
| 20             | Larrousse F1                | Larrousse   | LH93       | Lamborghini 3512 3,5 V12          | Эрик Кома          |                      | —                                                                               |
|                | BMS Scuderia Italia SpA     | Lola        | T93/30     | Ferrari 040 3,5 V12               | 21                 | Микеле Альборето     | —                                                                               |
| 22             | BMS Scuderia Italia SpA     | Lola        | T93/30     | Ferrari 040 3,5 V12               | Лука Бадоер        |                      | —                                                                               |
|                | Minardi Team                | Minardi     | M193       | Ford HBC6 3,5 V8                  | 23                 | Кристиан Фиттипальди | —                                                                               |
| Жан-Марк Гунон | Minardi Team                | Minardi     | M193       | Ford HBC6 3,5 V8                  | 23                 |                      | —                                                                               |
| 24             | Minardi Team                | Minardi     | M193       | Ford HBC6 3,5 V8                  | Фабрицио Барбацца  |                      | —                                                                               |
| 24             | Minardi Team                | Minardi     | M193       | Ford HBC6 3,5 V8                  | Пьерлуиджи Мартини |                      | —                                                                               |
|                | Ligier Gitanes Blondes      | Ligier      | JS39       | Renault RS5 3,5 V10               | 25                 | Мартин Брандл        | Эрик Бернар                                                                     |
| 26             | Ligier Gitanes Blondes      | Ligier      | JS39       | Renault RS5 3,5 V10               | Марк Бланделл      |                      | Эрик Бернар                                                                     |
|                | Ferrari                     | Ferrari     | F93A       | Ferrari 041 3,5 V12               | 27                 | Жан Алези            | Никола Ларини Джанни Морбиделли                                                 |
| 28             | Ferrari                     | Ferrari     | F93A       | Ferrari 041 3,5 V12               | Герхард Бергер     |                      | Никола Ларини Джанни Морбиделли                                                 |
|                | Sauber                      | Sauber      | C12        | Sauber LH10 3,5 V10               | 29                 | Карл Вендлингер      | —                                                                               |
| 30             | Sauber                      | Sauber      | C12        | Sauber LH10 3,5 V10               | Юрки Ярвилехто     |                      | —                                                                               |

- Команда March F1 была включена в состав участников сезона 1993, но снялась перед его началом из-за отсутствия денежных средств.

## Гран-при
| №  | Гран-при                | Дата        | Трасса                       | Победитель      | Команда          | Отчёт |
| -- | ----------------------- | ----------- | ---------------------------- | --------------- | ---------------- | ----- |
| 1  | Гран-при ЮАР            | 14 марта    | Кьялами                      | Ален Прост      | Williams-Renault | Отчёт |
| 2  | Гран-при Бразилии       | 28 марта    | Интерлагос                   | Айртон Сенна    | McLaren-Ford     | Отчёт |
| 3  | Гран-при Европы         | 11 апреля   | Донингтон Парк               | Айртон Сенна    | McLaren-Ford     | Отчёт |
| 4  | Гран-при Сан-Марино     | 25 апреля   | Автодром Энцо и Дино Феррари | Ален Прост      | Williams-Renault | Отчёт |
| 5  | Гран-при Испании        | 9 мая       | Каталуния-Монтмело           | Ален Прост      | Williams-Renault | Отчёт |
| 6  | Гран-при Монако         | 23 мая      | Монте-Карло                  | Айртон Сенна    | McLaren-Ford     | Отчёт |
| 7  | Гран-при Канады         | 13 июня     | Автодром имени Жиля Вильнева | Ален Прост      | Williams-Renault | Отчёт |
| 8  | Гран-при Франции        | 4 июля      | Маньи-Кур                    | Ален Прост      | Williams-Renault | Отчёт |
| 9  | Гран-при Великобритании | 11 июля     | Сильверстоун                 | Ален Прост      | Williams-Renault | Отчёт |
| 10 | Гран-при Германии       | 25 июля     | Хоккенхаймринг               | Ален Прост      | Williams-Renault | Отчёт |
| 11 | Гран-при Венгрии        | 15 августа  | Хунгароринг                  | Деймон Хилл     | Williams-Renault | Отчёт |
| 12 | Гран-при Бельгии        | 29 августа  | Спа-Франкоршам               | Деймон Хилл     | Williams-Renault | Отчёт |
| 13 | Гран-при Италии         | 12 сентября | Национальный автодром Монцы  | Деймон Хилл     | Williams-Renault | Отчёт |
| 14 | Гран-при Португалии     | 26 сентября | Эшторил                      | Михаэль Шумахер | Benetton-Ford    | Отчёт |
| 15 | Гран-при Японии         | 24 октября  | Судзука                      | Айртон Сенна    | McLaren-Ford     | Отчёт |
| 16 | Гран-при Австралии      | 7 ноября    | Аделаида                     | Айртон Сенна    | McLaren-Ford     | Отчёт |

### Кубок конструкторов
| Место | Команда               | Шасси      | Двигатель | Шины | Очки | Победы | Подиумы | Поулы |
| ----- | --------------------- | ---------- | --------- | ---- | ---- | ------ | ------- | ----- |
| 1     | Williams-Renault      | FW15C      | 3,5 V10   | G    | 168  | 10     | 22      | 15    |
| 2     | McLaren-Ford          | MP4/8      | 3,5 V8    | G    | 84   | 5      | 9       | 1     |
| 3     | Benetton-Ford         | B193 B193B | 3,5 V8    | G    | 72   | 1      | 11      |       |
| 4     | Ferrari               | F93A       | 3,5 V12   | G    | 28   |        | 3       |       |
| 5     | Ligier-Renault        | JS39       | 3,5 V10   | G    | 23   |        | 3       |       |
| 6     | Lotus-Ford            | 107B       | 3,5 V8    | G    | 12   |        |         |       |
| 7     | Sauber                | C12        | 3,5 V10   | G    | 12   |        |         |       |
| 8     | Minardi-Ford          | M193       | 3,5 V8    | G    | 7    |        |         |       |
| 9     | Footwork-Mugen-Honda  | FA13B FA14 | 3,5 V10   | G    | 4    |        |         |       |
| 10    | Larrousse-Lamborghini | LH93       | 3,5 V12   | G    | 3    |        |         |       |
| 11    | Jordan-Hart           | 193        | 3,5 V10   | G    | 3    |        |         |       |
| 12    | Tyrrell-Yamaha        | 020C       | 3,5 V10   | G    |      |        |         |       |
| 13    | Lola-Ferrari          | T93/30     | 3,5 V12   | G    |      |        |         |       |

## Личный зачёт
| Легенда к таблице |                                                                    |
| --- | ------------------------------------------------------------------ |
| Расшифровка обозначений и цветов представлена в нижеследующей таблице. |                                                                    |
| \| Пример \| Описание \| \| ------------ \| ------------------------------------------------------------------ \| \| 1 \| Победитель \| \| 2 \| Второе место \| \| 3 \| Третье место \| \| 5 \| Финишировал, заработав очки \| \| Сход \| Не финишировал, но при этом заработал очки \| \| 12 \| Финишировал, не получив очков \| \| НКЛ \| Финишировал, но не попал в финальную классификацию \| \| 15 \| Участвовал вне зачёта, либо по отдельной классификации \| \| 18 \| Не финишировал, но попал в финальную классификацию \| \| Сход \| Не финишировал \| \| НКВ \| Не прошёл квалификацию \| \| НПКВ \| Не прошёл предквалификацию \| \| ДСК \| Дисквалифицирован \| \| ИСК \| Исключён из протокола соревнований \| \| ТТ \| Заявлен для участия только в тренировках \| \| НС \| Участвовал в квалификации, но не стартовал в гонке \| \| Т \| Травмирован или болен \| \| ОТК \| Отказ от участия \| \| НТР \| Прибыл на соревнования, но на трассу не выезжал \| \| НПР \| Был заявлен в числе участников, но не прибыл к началу соревнований \| \| О \| Соревнования отменены \| \| \| Не участвовал \| \| Поул-позиция \| \| \| Быстрый круг \| \| |                                                                    |
| Пример | Описание                                                           |
| 1 | Победитель                                                         |
| 2 | Второе место                                                       |
| 3 | Третье место                                                       |
| 5 | Финишировал, заработав очки                                        |
| Сход | Не финишировал, но при этом заработал очки                         |
| 12 | Финишировал, не получив очков                                      |
| НКЛ | Финишировал, но не попал в финальную классификацию                 |
| 15 | Участвовал вне зачёта, либо по отдельной классификации             |
| 18 | Не финишировал, но попал в финальную классификацию                 |
| Сход | Не финишировал                                                     |
| НКВ | Не прошёл квалификацию                                             |
| НПКВ | Не прошёл предквалификацию                                         |
| ДСК | Дисквалифицирован                                                  |
| ИСК | Исключён из протокола соревнований                                 |
| ТТ | Заявлен для участия только в тренировках                           |
| НС | Участвовал в квалификации, но не стартовал в гонке                 |
| Т | Травмирован или болен                                              |
| ОТК | Отказ от участия                                                   |
| НТР | Прибыл на соревнования, но на трассу не выезжал                    |
| НПР | Был заявлен в числе участников, но не прибыл к началу соревнований |
| О | Соревнования отменены                                              |
| | Не участвовал                                                      |
| Поул-позиция |                                                                    |
| Быстрый круг |                                                                    |

| №  | Гонщик               | ЮАР  | БРА  | ЕВР  | САН  | ИСП  | МОН  | КАН  | ФРА  | ВЕЛ  | ГЕР  | ВЕН  | БЕЛ  | ИТА  | ПОР  | ЯПО  | АВС  | Очки |
| -- | -------------------- | ---- | ---- | ---- | ---- | ---- | ---- | ---- | ---- | ---- | ---- | ---- | ---- | ---- | ---- | ---- | ---- | ---- |
| 1  | Ален Прост           | 1    | Сход | 3    | 1    | 1    | 4    | 1    | 1    | 1    | 1    | 12   | 3    | 12   | 2    | 2    | 2    | 99   |
| 2  | Айртон Сенна         | 2    | 1    | 1    | Сход | 2    | 1    | 18   | 4    | 5    | 4    | Сход | 4    | Сход | Сход | 1    | 1    | 73   |
| 3  | Деймон Хилл          | Сход | 2    | 2    | Сход | Сход | 2    | 3    | 2    | Сход | 15   | 1    | 1    | 1    | 3    | 4    | 3    | 69   |
| 4  | Михаэль Шумахер      | Сход | 3    | Сход | 2    | 3    | Сход | 2    | 3    | 2    | 2    | Сход | 2    | Сход | 1    | Сход | Сход | 52   |
| 5  | Риккардо Патрезе     | Сход | Сход | 5    | Сход | 4    | Сход | Сход | 10   | 3    | 5    | 2    | 6    | 5    | 16   | Сход | 8    | 20   |
| 6  | Жан Алези            | Сход | 8    | Сход | Сход | Сход | 3    | Сход | Сход | 9    | 7    | Сход | Сход | 2    | 4    | Сход | 4    | 16   |
| 7  | Мартин Брандл        | Сход | Сход | Сход | 3    | Сход | 6    | 5    | 5    | 14   | 8    | 5    | 7    | Сход | 6    | 9    | 6    | 13   |
| 8  | Герхард Бергер       | 6    | Сход | Сход | Сход | 6    | 14   | 4    | 14   | Сход | 6    | 3    | 10   | Сход | Сход | Сход | 5    | 12   |
| 9  | Джонни Херберт       | Сход | 4    | 4    | 8    | Сход | Сход | 10   | Сход | 4    | 10   | Сход | 5    | Сход | Сход | 11   | Сход | 11   |
| 10 | Марк Бланделл        | 3    | 5    | Сход | Сход | 7    | Сход | Сход | Сход | 7    | 3    | 7    | 11   | Сход | Сход | 7    | 9    | 10   |
| 11 | Майкл Андретти       | Сход | Сход | Сход | Сход | 5    | 8    | 14   | 6    | Сход | Сход | Сход | 8    | 3    |      |      |      | 7    |
| 12 | Карл Вендлингер      | Сход | Сход | Сход | Сход | Сход | 13   | 6    | Сход | Сход | 9    | 6    | Сход | 4    | 5    | Сход | 15   | 7    |
| 13 | Юрки Ярвилехто       | 5    | Сход | Сход | 4    | Сход | Сход | 7    | Сход | 8    | Сход | Сход | 9    | Сход | 7    | 8    | Сход | 5    |
| 14 | Кристиан Фиттипальди | 4    | Сход | 7    | Сход | 8    | 5    | 9    | 8    | 12   | 11   | Сход | Сход | 8    | 9    |      |      | 5    |
| 15 | Мика Хаккинен        |      |      |      |      |      |      |      |      |      |      |      |      |      | Сход | 3    | Сход | 4    |
| 16 | Дерек Уорик          | 7    | 9    | Сход | Сход | 13   | Сход | 16   | 13   | 6    | 17   | 4    | Сход | Сход | 15   | 14   | 10   | 4    |
| 17 | Филипп Альо          | Сход | 7    | Сход | 5    | Сход | 12   | Сход | 9    | 11   | 12   | 8    | 12   | 9    | 10   |      |      | 2    |
| 18 | Рубенс Баррикелло    | Сход | Сход | 10   | Сход | 12   | 9    | Сход | 7    | 10   | Сход | Сход | Сход | Сход | 13   | 5    | 11   | 2    |
| 19 | Фабрицио Барбацца    | Сход | Сход | 6    | 6    | Сход | 11   | Сход | Сход |      |      |      |      |      |      |      |      | 2    |
| 20 | Алессандро Дзанарди  | Сход | 6    | 8    | Сход | 14   | 7    | 11   | Сход | Сход | Сход | Сход |      |      |      |      |      | 1    |
| 21 | Эрик Кома            | Сход | 10   | 9    | Сход | 9    | Сход | 8    | 16   | Сход | Сход | Сход | Сход | 6    | 11   | Сход | 12   | 1    |
| 22 | Эдди Ирвайн          |      |      |      |      |      |      |      |      |      |      |      |      |      |      | 6    | Сход | 1    |
|    | Пьерлуиджи Мартини   |      |      |      |      |      |      |      |      | Сход | 14   | Сход | Сход | 7    | 8    | 10   | Сход | 0    |
|    | Агури Судзуки        | Сход | Сход | Сход | 9    | 10   | Сход | 13   | 12   | Сход | Сход | Сход | Сход | Сход | Сход | Сход | 7    | 0    |
|    | Лука Бадоер          | Сход | 12   | НКВ  | 7    | Сход | НКВ  | 15   | Сход | Сход | Сход | Сход | 13   | 10   | 14   |      |      | 0    |
|    | Тьерри Бутсен        |      |      | Сход | Сход | 11   | Сход | 12   | 11   | Сход | 13   | 9    | Сход |      |      |      |      | 0    |
|    | Андреа де Чезарис    | Сход | Сход | Сход | Сход | ДСК  | 10   | Сход | 15   | НКЛ  | Сход | 11   | Сход | 13   | 12   | Сход | 13   | 0    |
|    | Юкио Катаяма         | Сход | Сход | Сход | Сход | Сход | Сход | 17   | Сход | 13   | Сход | 10   | 15   | 14   | Сход | Сход | Сход | 0    |
|    | Микеле Альборето     | Сход | 11   | 11   | НКВ  | НКВ  | Сход | НКВ  | НКВ  | НКВ  | 16   | Сход | 14   | Сход | Сход |      |      | 0    |
|    | Педро Лами           |      |      |      |      |      |      |      |      |      |      |      |      | 11   | Сход | 13   | Сход | 0    |
|    | Тосио Судзуки        |      |      |      |      |      |      |      |      |      |      |      |      |      |      | 12   | 14   | 0    |
|    | Жан-Марк Гунон       |      |      |      |      |      |      |      |      |      |      |      |      |      |      | Сход | Сход | 0    |
|    | Иван Капелли         | Сход | НКВ  |      |      |      |      |      |      |      |      |      |      |      |      |      |      | 0    |
|    | Марко Апичелла       |      |      |      |      |      |      |      |      |      |      |      |      | Сход |      |      |      | 0    |
|    | Эмануэле Наспетти    |      |      |      |      |      |      |      |      |      |      |      |      |      | Сход |      |      | 0    |
| №  | Пилот                | ЮАР  | БРА  | ЕВР  | САН  | ИСП  | МОН  | КАН  | ФРА  | ВЕЛ  | ГЕР  | ВЕН  | БЕЛ  | ИТА  | ПОР  | ЯПО  | АВС  | Очки |